# De bedrogen miljonair
De bedrogen miljonair is het 118de stripverhaal van Jommeke. De reeks wordt getekend door striptekenaar Jef Nys.

## Verhaal
Anatool koopt met zijn laatste centen een lottobiljet. Hij springt een gat in de lucht als hij hoort dat hij de superpot heeft gewonnen. Onwaarschijnlijk, na al die jaren van ongeluk. Het kasteel van Achterberg staat te koop. Jommeke, Flip en Filiberke kijken rond in het kasteel voor het verkocht wordt. Later zien Flip en Jommeke de koningin van Onderland bij haar kasteel. Ze is razend omdat haar kasteel verkocht wordt en zint op wraak. In een krant leest ze dat een Zonnedorpenaar de Lotto heeft gewonnen. Wat later zien Jommeke en Filiberke een dure slee met Anatool aan het stuur... En hij heeft een deftig pak aan! Hij is op weg naar de juwelier om een geschenk te kopen voor zijn verloofde. Anatool neemt onze vrienden mee naar zijn nieuw optrekje en stelt zijn Amerikaanse verloofde voor. Jommeke vertrouwt het hele zaakje niet. De dame blijkt niemand minder te zijn dan de koningin van Onderland. Ze steelt al het geld van Anatool en koopt haar kasteel terug. Met de hulp van Zazof neemt de koningin Anatool gevangen. Jommeke bedenkt allerlei plannen om het kasteel binnen te dringen en Anatool te bevrijden. Dit is echter niet zo eenvoudig, het kasteel is immers beveiligd met kanonnen en een alarmsysteem. De koningin zoekt een goede soldaat voor haar leger. Teofiel meldt zich aan als soldaat. Die nacht schakelt hij Zazof en de koningin uit en bevrijdt samen met Jommeke de sterk vermagerde Anatool. Al het geld van Anatool is op maar Filiberke vindt nog een briefje van 200 euro. Zazof en de koningin van Onderland belanden weer in De Zoete Rust. Anatool wordt weer snel de oude.

## Achtergronden bij het verhaal
- Naast De lappenpop van Anatool is dit het enige album waar anatool eerlijk aan geld komt.
- Het kasteel van Achterberg stond ook te koop in album 164. In beide verhalen slaagt de koningin van Onderland er in haar kasteel terug te krijgen.
- Dit is het tweede album waarin Zazof, de knecht van de koningin van Onderland voorkomt, na Het jubilee.
- Voor het eerst wordt de naam van de instelling waar de koningin van Onderland opgesloten zit genoemd, namelijk De Zoete Rust.
- Wanneer Jommeke Filiberke gaat ophalen om de ware identiteit van Daisy te onthullen, is die een album van Jommeke aan het lezen: De gelukzoekers